# Іваненко Тамара Прокопівна
Тама́ра Проко́півна Іване́нко  (13 грудня 1927) — українська редакторка. Заслужений працівник культури України (1971).
Народилася 13 грудня 1927 р. Закінчила філологічний факультет Київського державного університету ім. Т. Г. Шевченка (1954). З 1955 р. — головна редакторка з дубляжу Київської кіностудії ім. О. П. Довженка.
Працювала над понад 1500 фільмами. Членкиня Національної спілки кінематографістів України.